# Мини Марица-изток
„Мини Марица-изток“ ЕАД е държавно предприятие за добив на въглища в България със седалище в Раднево, основна част от промишления комплекс „Марица-изток“. To експлоатира Източномаришкия въглищен басейн с продуктивна площ около 240 km², като към 2021 година произвежда 96% от въглищата в страната.
Предприятието осигурява въглища за четирите електроцентрали в комплекса – „Брикел“, „Марица-изток 2“, „Марица-изток 3“ и „Ей И Ес Марица Изток I“, както и за единствената фабрика за брикети в България, част от „Брикел“, и за ТЕЦ „Марица 3“ в Димитровград.

## Въглищно находище
Въглищата в Източномаришкия басейн са лигнитни и са формирани през неогена. Те са кафяви лигнити, меки, с ниска степен на въглефикация на органична маса, с високо пепелно съдържание от 16% до 45% и влага от 50% до 60%.

## Структура
„Мини Марица-изток“ извършва основната си дейност чрез разработването на 3 съседни открити рудника – „Трояново 1“ (главно в землището на село Трояново), „Трояново-север“ (Ковачево) и „Трояново 3“ (Медникарово).

### Рудник „Трояново 1“
Рудник „Трояново 1“ се намира в землището на село Трояново, община Раднево и разполага с един от най-големите резерви на въглища в България като прогнозните запаси са изчислени на 525 300 000 тона въглища и годишно производство на въглища от около 8 милиона тона.

## История
Най-ранните сведения за наличието на въглища в този район на България дава френският изследовател Огюст Викенел (1847 г.).
„Наоснование чл. 1 от Закона за държавните предприятия въглищните находища в източния район на Маришкия каменовъглен басейн се обособяват в Държавно минно предприятие под наименованието „Марица-изток“ със седалище с. Трояново, Старозагорски окръг.“ – това гласи т. 1 от Постановление на Министерския съвет № 652 от 16 юни 1951 г. Решението е логически завършек на проучванията от 1947 – 1948 г., направени от специалисти на геолого-маркшайдерската служба при Държавни мини „Перник“. През март 1951 г. е готов идейният проект за рудниците, които ще разработват находището. Той е изготвен от „Ленгипрошахт“ – Ленинград, с главен проектант инж. Мария Демидова.
На 3 март 1952 г. Йордан Иванов и Кольо Петков, работници от ДСО „Минстрой“, под ръководството на техническия ръководител Петко Николов правят първата копка на рудник „Трояново-1“. Копката е за яма за гасене на вар, с което се поставя началото на най-стария рудник и на „Мини Марица-изток“ ЕАД. През май са доставени първите земекопни машини, а през юни е направена и първата копка на строежа на жп линия.
На 11 август 2005 година е сключен Концесионен договор между Министерски съвет
на Република България, представляван от Министъра на енергетиката и енергийните ресурси, и от друга страна концесионер „Мини Марица-изток“ ЕАД. По силата на сключения договор в полза на „Мини Марица-изток“ ЕАД е учредена 35-годишна концесия за добив на въглища от находище „Източномаришки въглищен басейн“. От септември 2008 г. „Мини Марица-изток“ ЕАД е дъщерно дружество на Българския енергиен холдинг – БЕХ.
През 2004 г. „Мини Марица-изток“ ЕАД прави инвестиции от близо 40 млн. лв. За 2003 г. дружеството има нетни приходи от продажби за 309 254 000 лв. (ръст от 110,3%) и това го поставя на първо място сред всички фирми от региона. Нетната печалба за годината е 23 807 000 лв. и това е ръст от 272,8%.
Най-амбициозните планове предвиждат през 2005 г. инвестициите да бъдат 80 млн. лв. За трите години до 2007 г. размерът на вложените средства може да достигне 200 – 210 млн. лв. (150 – 160 млн. лв. собствени средства и банкови кредити). Сумата пряко ще зависи от успеха на планираните реконструкции и създаване на нови мощности в ТЕЦ Марица изток 1 или ТЕЦ Марица изток 3.
32,2% от произведената в България електроенергия за 2010 г. е произведена с въглища от мини Марица изток.